# Turid Goetz
Turid Goetz (* 1967, verheiratete Turid Körner) ist eine deutsche Badmintonspielerin.

## Karriere
Turid Goetz gewann durch alle Nachwuchsklassen hindurch in der DDR zahlreiche Medaillen bei den nationalen Titelkämpfen. Mit ihrem Studium an der DHfK in Leipzig stellten sich auch Erfolge bei den Erwachsenen ein. So wurde sie 1989 Studentenmeisterin und gewann 1990 sowohl mit der Mannschaft als auch im Damendoppel Bronze bei den DDR-Meisterschaften.

## Sportliche Erfolge
| Saison    | Veranstaltung                    | Disziplin   | Platz | Name |
| --------- | -------------------------------- | ----------- | ----- | --- |
| 1978/1979 | DDR-Einzelmeisterschaft AK 10/11 | Dameneinzel | 2     | Turid Götz (Einheit Dorfchemnitz)                                                                                        |
| 1978/1979 | DDR-Einzelmeisterschaft AK 10/11 | Damendoppel | 2     | Larissa Krellmann / Turid Götz (Stahl Halsbrücke / Einheit Dorfchemnitz)                                                 |
| 1978/1979 | DDR-Einzelmeisterschaft AK 10/11 | Mixed       | 3     | Axel Hundorf / Turid Götz (Dynamo Leipzig / Einheit Dorfchemnitz)                                                        |
| 1979/1980 | DDR-Einzelmeisterschaft AK 10/11 | Mixed       | 2     | Sven Weise / Turid Götz (Stahl Südwest Leipzig / Einheit Dorfchemnitz)                                                   |
| 1979/1980 | DDR-Einzelmeisterschaft AK 10/11 | Damendoppel | 3     | Turid Götz / Marika Fehrmann (Einheit Dorfchemnitz / Einheit Riesa)                                                      |
| 1979/1980 | DDR-Einzelmeisterschaft AK 10/11 | Dameneinzel | 3     | Turid Götz (Einheit Dorfchemnitz)                                                                                        |
| 1981/1982 | DDR-Einzelmeisterschaft AK 12/13 | Dameneinzel | 1     | Turid Goetz (Einheit Dorfchemnitz)                                                                                       |
| 1981/1982 | DDR-Einzelmeisterschaft AK 12/13 | Damendoppel | 1     | Kerstin Bohn / Turid Goetz (Einheit Greifswald / Einheit Dorfchemnitz)                                                   |
| 1982/1983 | DDR-Einzelmeisterschaft AK 14/15 | Damendoppel | 2     | Turid Götz / Jacqueline Bolduan (Einheit Dorfchemnitz / EBT Berlin)                                                      |
| 1982/1983 | DDR-Einzelmeisterschaft AK 14/15 | Mixed       | 3     | Sven Weise / Turid Götz (DHfK Leipzig / Einheit Dorfchemnitz)                                                            |
| 1983/1984 | DDR-Einzelmeisterschaft AK 14/15 | Mixed       | 3     | Sven Weise / Turid Götz (DHfK Leipzig / Einheit Dorfchemnitz)                                                            |
| 1983/1984 | DDR-Einzelmeisterschaft AK 14/15 | Damendoppel | 3     | Turid Götz / Michaela Tröger (Einheit Dorfchemnitz / Aktivist Niederwürschnitz)                                          |
| 1983/1984 | DDR-Einzelmeisterschaft AK 16/17 | Damendoppel | 3     | Jacqueline Bolduan / Turid Götz (EBT Berlin / Einheit Dorfchemnitz)                                                      |
| 1984/1985 | DDR-Einzelmeisterschaft AK 16/17 | Damendoppel | 3     | Turid Götz / Marika Fehrmann (Einheit Dorfchemnitz / Einheit Riesa)                                                      |
| 1984/1985 | DDR-Einzelmeisterschaft AK 16/17 | Mixed       | 3     | Axel Hundorf / Turid Götz (DHfK Leipzig / Einheit Dorfchemnitz)                                                          |
| 1984/1985 | DDR-Einzelmeisterschaft AK 16/17 | Dameneinzel | 2     | Turid Götz (Einheit Dorfchemnitz)                                                                                        |
| 1985/1986 | DDR-Einzelmeisterschaft AK 16/17 | Dameneinzel | 3     | Turid Götz (Einheit Dorfchemnitz)                                                                                        |
| 1988/1989 | DDR-Studentenmeisterschaft       | Mixed       | 3     | Karl-Hans Pezold / Turid Goetz (HSG DHfK Leipzig)                                                                        |
| 1988/1989 | DDR-Mannschaftsmeisterschaft     | Mannschaft  | 5     | HSG DHfK Leipzig (Thomas Bölke, Sven Weise, Holger Wippich, Axel Hundorf, Heike Franke, Turid Goetz)                     |
| 1988/1989 | DDR-Studentenmeisterschaft       | Damendoppel | 1     | Heike Franke / Turid Goetz (HSG DHfK Leipzig)                                                                            |
| 1989/1990 | DDR-Mannschaftsmeisterschaft     | Mannschaft  | 3     | HSG DHfK Leipzig (Thomas Boelke, Heike Franke, Turid Goetz, Sven Weise, Alexander Pigola, Axel Hundorf, Manfred Blauhut) |
| 1989/1990 | DDR-Einzelmeisterschaft          | Damendoppel | 3     | Heike Franke / Turid Goetz (HSG DHfK Leipzig)                                                                            |